# Parque nacional de Si Phang-nga
El Parque nacional de Si Phang-nga es un área protegida en la provincia de Phang Nga, en el sur de Tailandia. Tiene una superficie de 246,08 kilómetros cuadrados. Fue declarado en 16 de abril de 1988, como el parque 56.º del país. 
Es uno de los cinco parques nacionales establecidos para celebrar el 60.º aniversario del rey el 5 de diciembre de 1987.